# Gare de Belvezet
La gare de Belvezet est une gare ferroviaire française de la ligne du Monastier à La Bastide-Saint-Laurent-les-Bains (dite aussi Translozérienne), située sur le territoire de la commune de Belvezet, dans le département de la Lozère en région Occitanie.
Elle est mise en service en 1902 par la Compagnie des chemins de fer du Midi et du Canal latéral à la Garonne. 
C'est une halte voyageurs de la Société nationale des chemins de fer français (SNCF) desservie par des trains express régionaux TER Occitanie.

## Situation ferroviaire
Établie à 1 197 mètres d'altitude, la gare de Belvezet est située au point kilométrique (PK) 674,319 de la ligne du Monastier à La Bastide-Saint-Laurent-les-Bains, entre les gares ouvertes d'Allenc et de Chasseradès. 
Elle est proche du point culminant de la ligne situé à l'ancienne halte de Larzalier.

## Histoire
La gare de Belvezet est mise en service par la Compagnie des chemins de fer du Midi et du Canal latéral à la Garonne, le 15 novembre 1902, lors de l'ouverture de la deuxième section de la ligne, de Mende à La Bastide - Saint-Laurent-les-Bains.
Le bâtiment de la gare est fermé et inutilisé par la halte SNCF qui dispose d'un abri de quai.

## Fréquentation
De 2015 à 2023, selon les estimations de la SNCF, la fréquentation annuelle de la gare s'élève aux nombres indiqués dans le tableau ci-dessous :
| Année     | 2015 | 2016 | 2017 | 2018 | 2019 | 2020 | 2021 | 2022 | 2023 |
| --------- | ---- | ---- | ---- | ---- | ---- | ---- | ---- | ---- | ---- |
| Voyageurs | 201  | 549  | 609  | 290  | 264  | 311  | 253  | 535  | 528  |

## Service des voyageurs

### Accueil
Halte SNCF, c'est un point d'arrêt non géré (PANG) à entrée libre.

### Desserte
Belvezet est desservi par des trains TER Occitanie qui effectuent des missions entre les gares de Mende et de Chasseradès ou de La Bastide - Saint-Laurent-les-Bains ou d'Alès

### Intermodalité
Un parking pour les véhicules est aménagé. Elle est desservie par des cars TER Languedoc-Roussillon et TER Auvergne, en complément ou remplacement de dessertes ferroviaires.